# Pholetesor hanniae
Pholetesor hanniae är en stekelart som först beskrevs av Valerio och Whitfield 2003.  Pholetesor hanniae ingår i släktet Pholetesor och familjen bracksteklar. Inga underarter finns listade i Catalogue of Life.